# Радио Лола
Радио Лола је српска радио-станица из Београда. Седиште радија налази се на Врачару, у Улици Алексе Ненадовића бр. 19. Програм се емитује на територији Београда

## О радију
Радио Лола је почео са радом 1. јуна 2022. године и емитује се на седам фреквенција: 97,9 MHz у Нишу, 107,0 MHz у Новом Саду, 88,5 MHz у Врњачкој Бањи, 105,0 MHz у Чачку, 105,6 MHz у Врању и Врањској Бањи, 99,8 MHz у Крагујевцу и 101,4 MHz у Београду. Програм се целодневно састоји од боемске музике.
Телеком Србија је 11. јануара 2023. уврстио ову радио-станицу на своје платформе.